# Astroblepus caquetae
Astroblepus caquetae és una espècie de peix de la família dels astroblèpids i de l'ordre dels siluriformes.

## Morfologia
Els mascles poden assolir els 7 cm de llargària total.

## Distribució geogràfica
Es troba al riu Amazones.